# مسجد بیوک خان

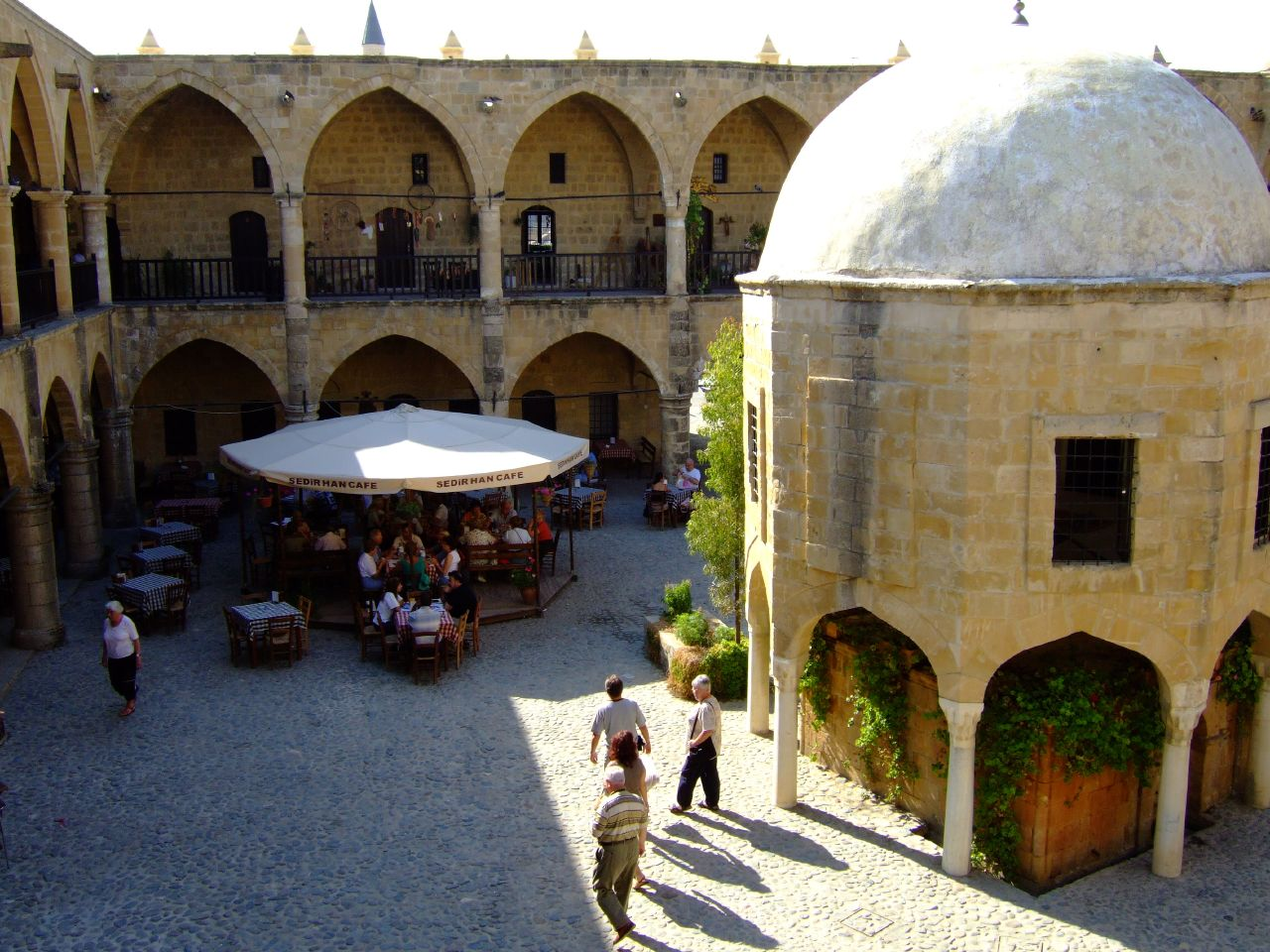

مسجد بیوک خان یا کاروانسرای بزرگ (به ترکی استانبولی: Büyük Han Camii) یکی از بهترین مساجد جزیره قبرس به‌شمار می‌رود.
این مسجد در نیکوزیای شمالی، جمهوری ترک قبرس شمالی واقع شده‌است، آن توسط امپراطوری عثمانی در ۱۵۷۲ میلادی ساخته شد. در طول تاریخ به زندان و خانه تهی‌دستان تبدیل شده‌است ولی دوباره بنا، شیوه مذهبی خود را حفظ کرده‌است.
بنای مذکور پس از گذر زمان در سال دههٔ ۱۹۹۰ میلادی ترمیم شد. امروزه به عنوان یک مرکز پر رونق، متشکل از گالری‌های مختلف، کارگاه‌های آموزشی، مسافرخانه، مغازه‌های جهت خرید سوغات در محوطه مسجد دایر شده‌است.

## نگارخانه

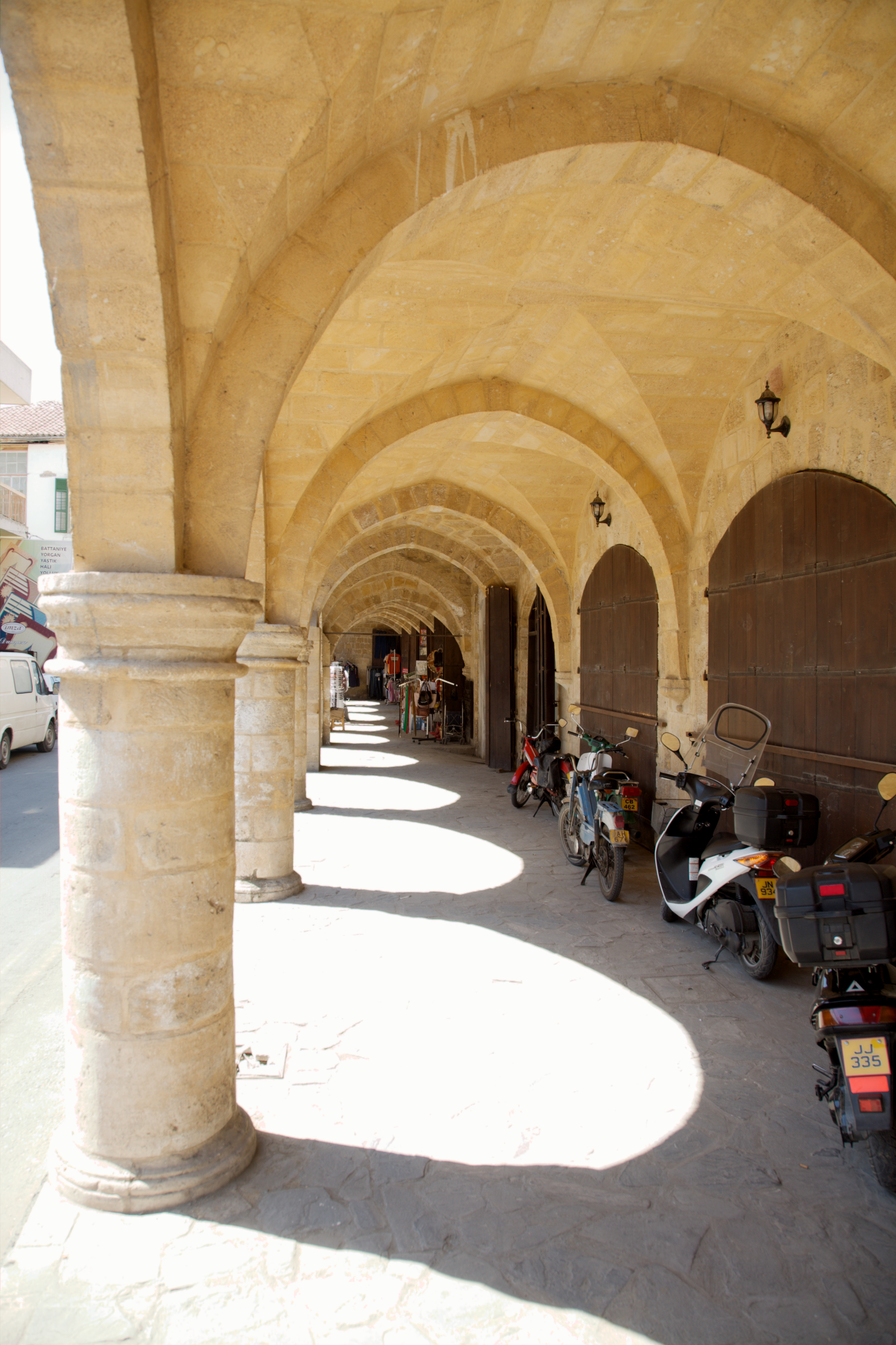
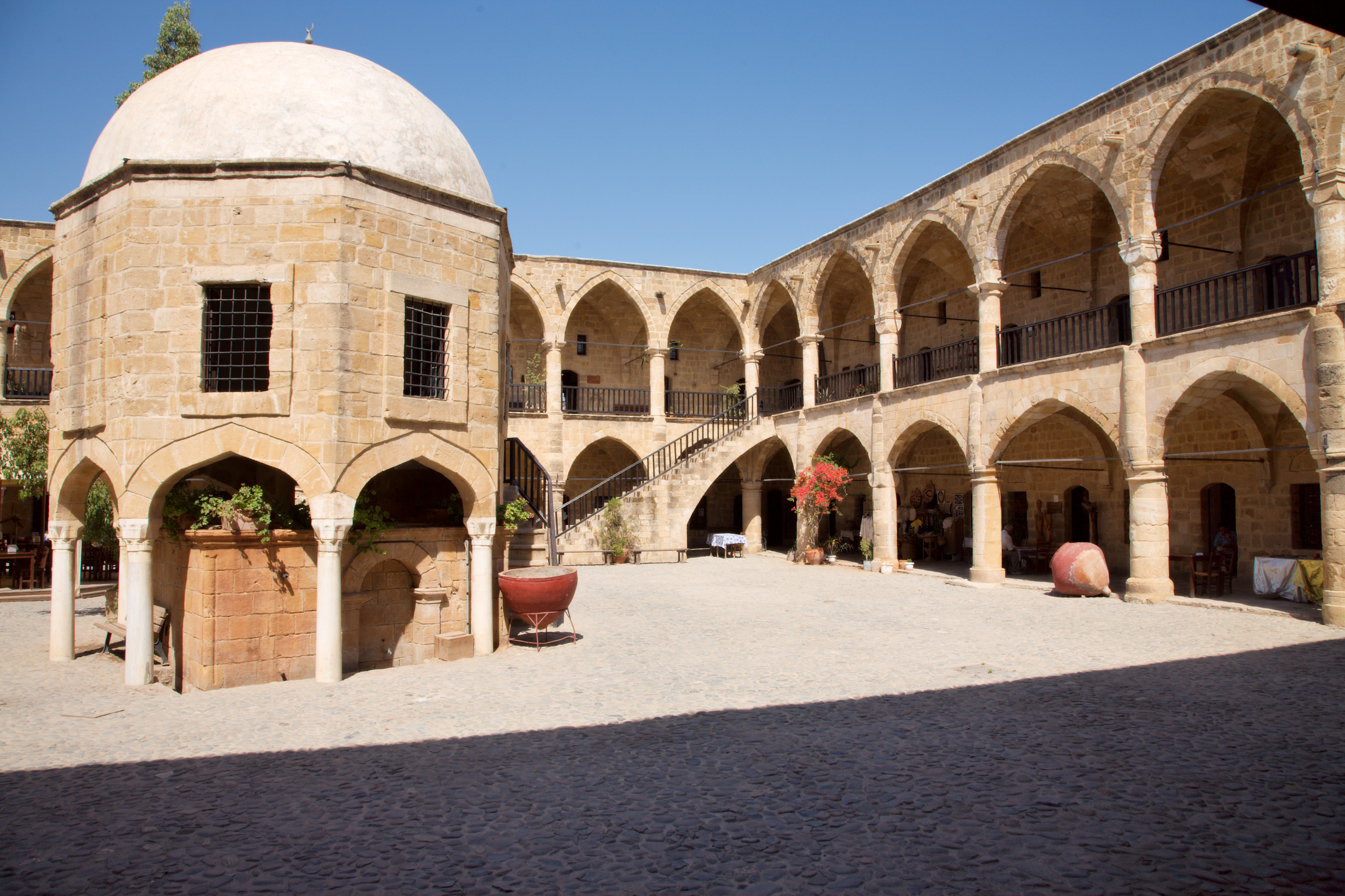
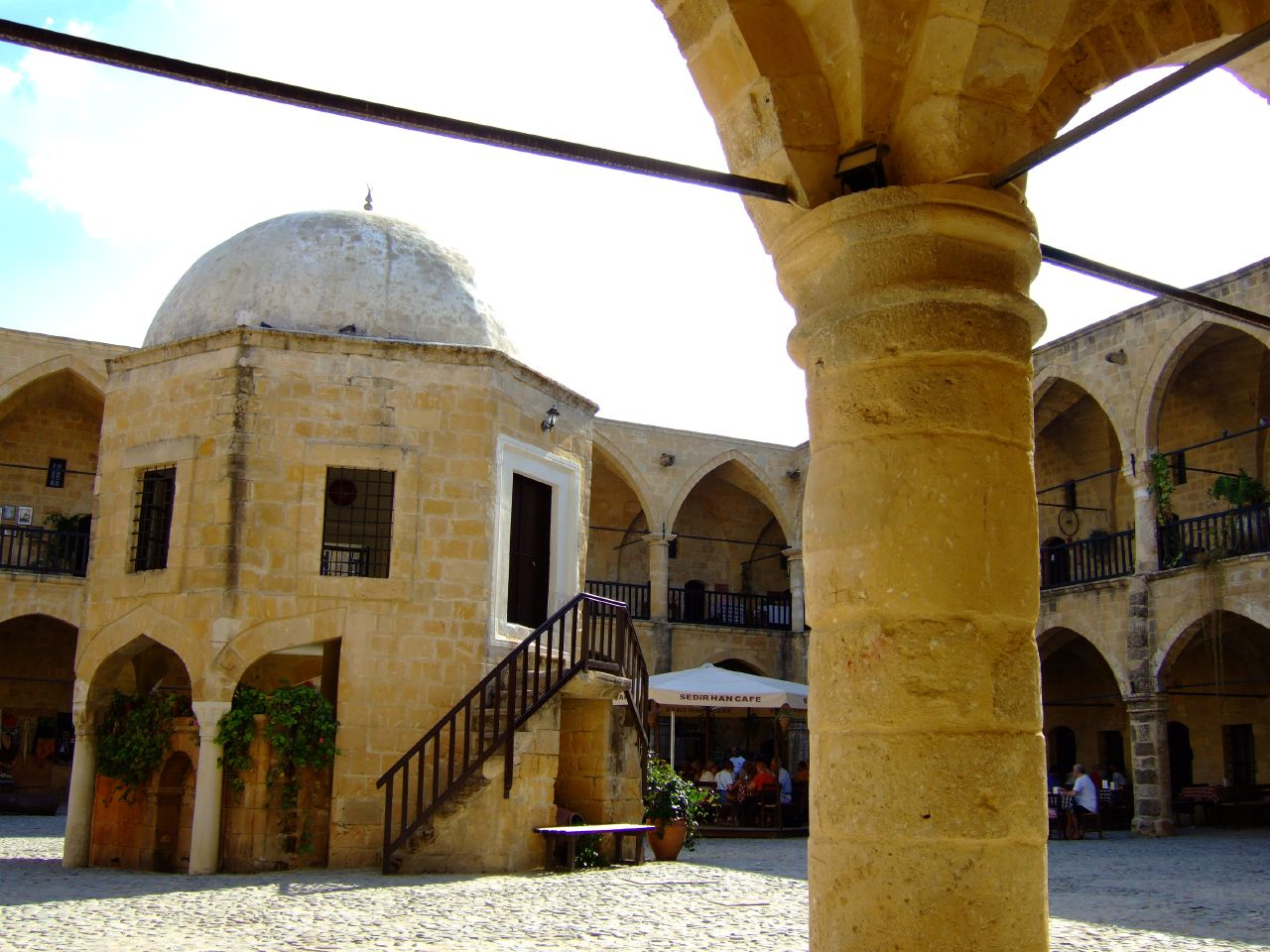
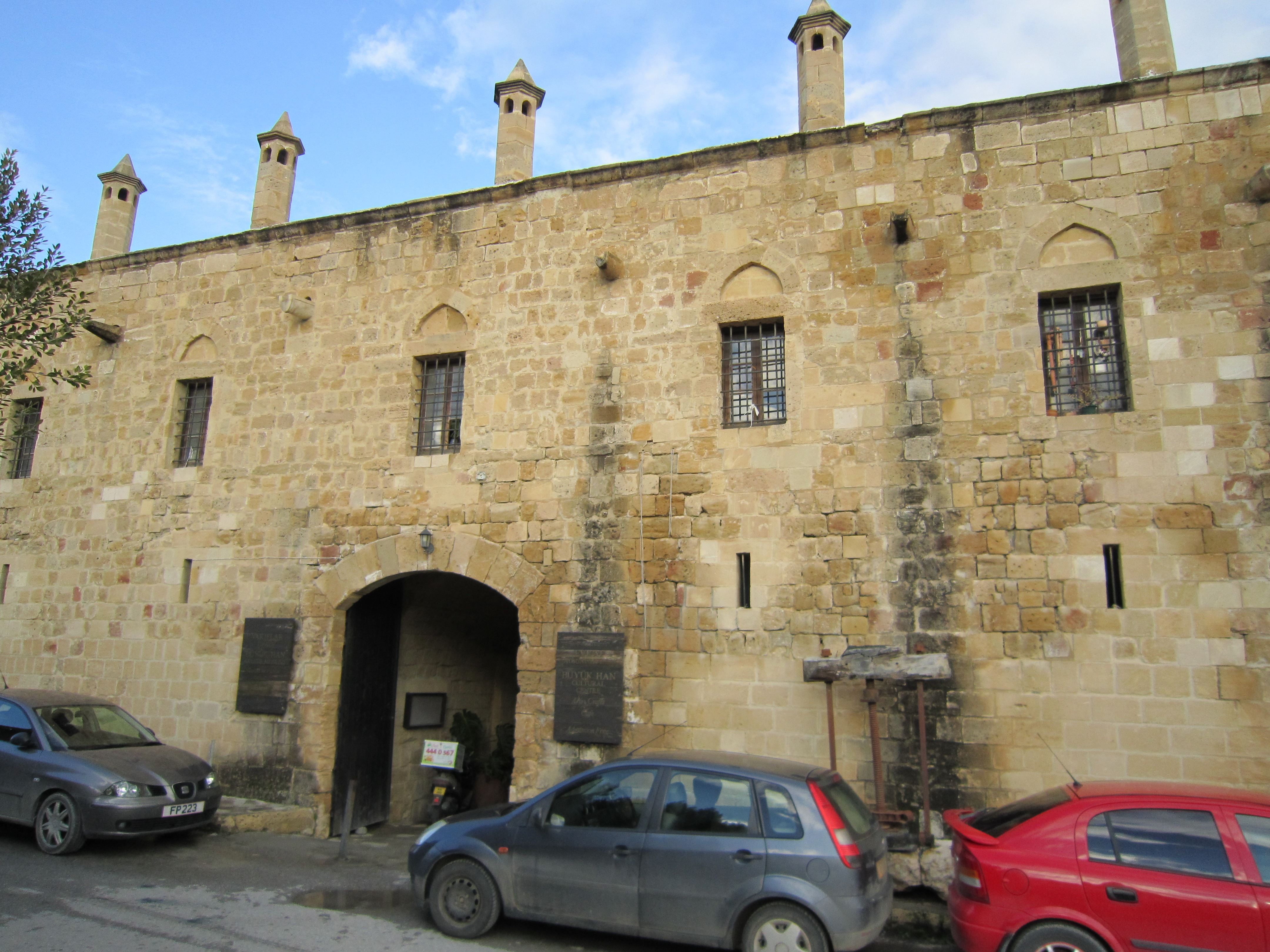
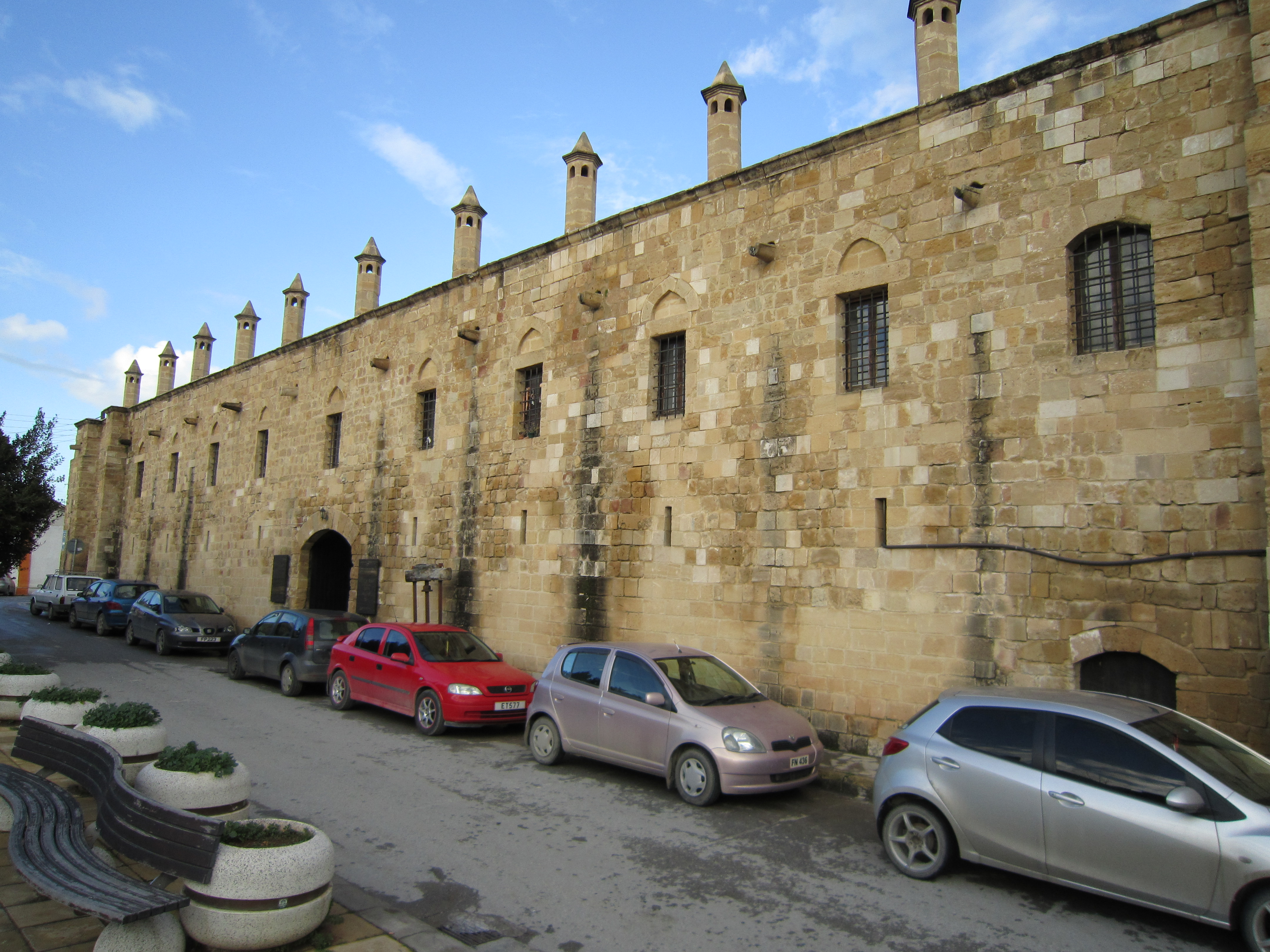
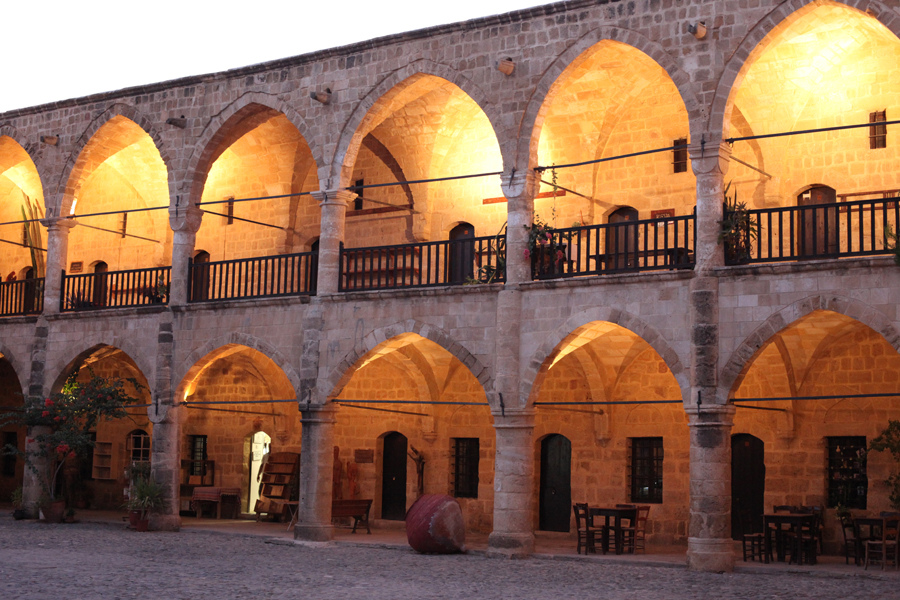
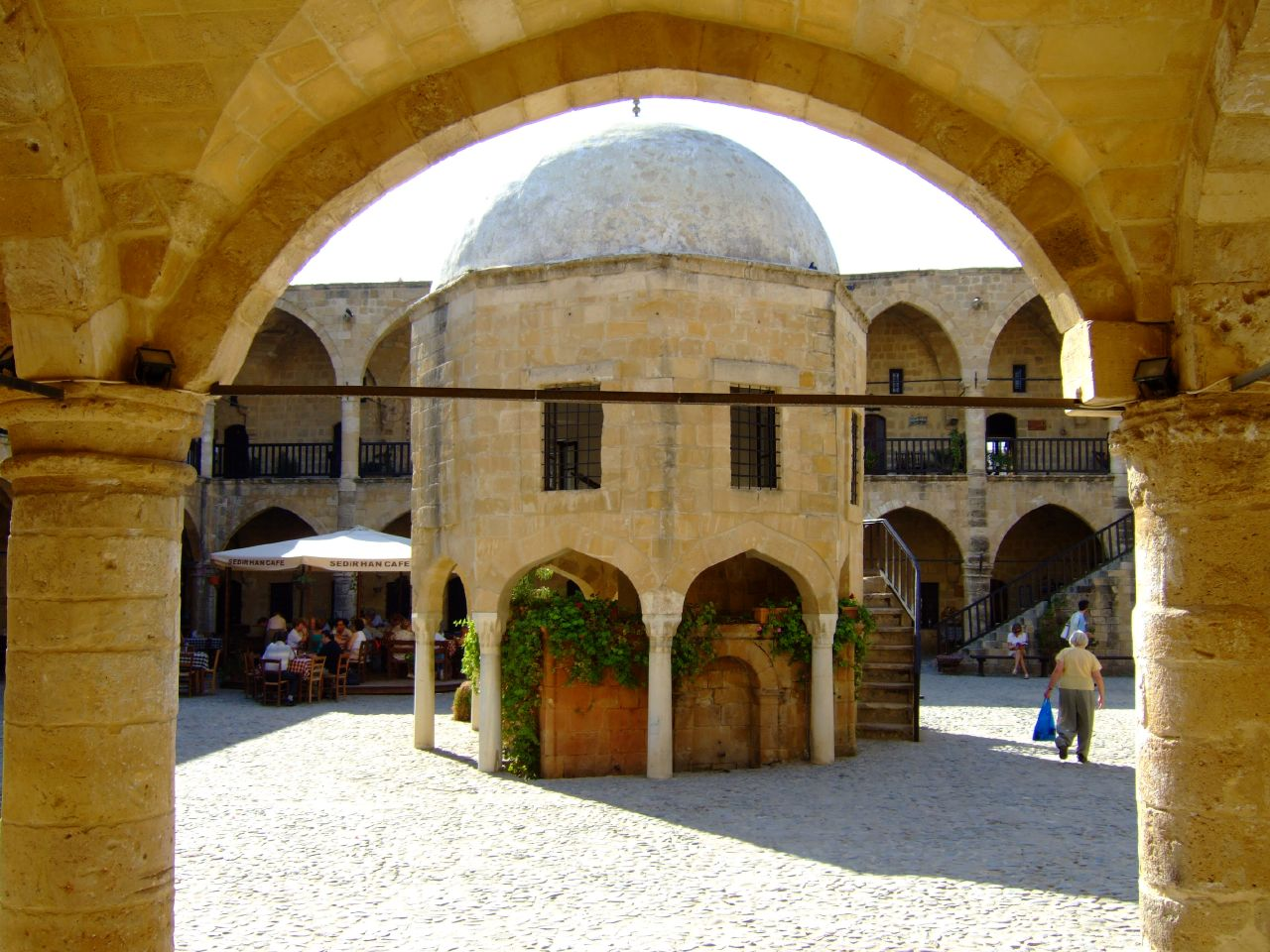
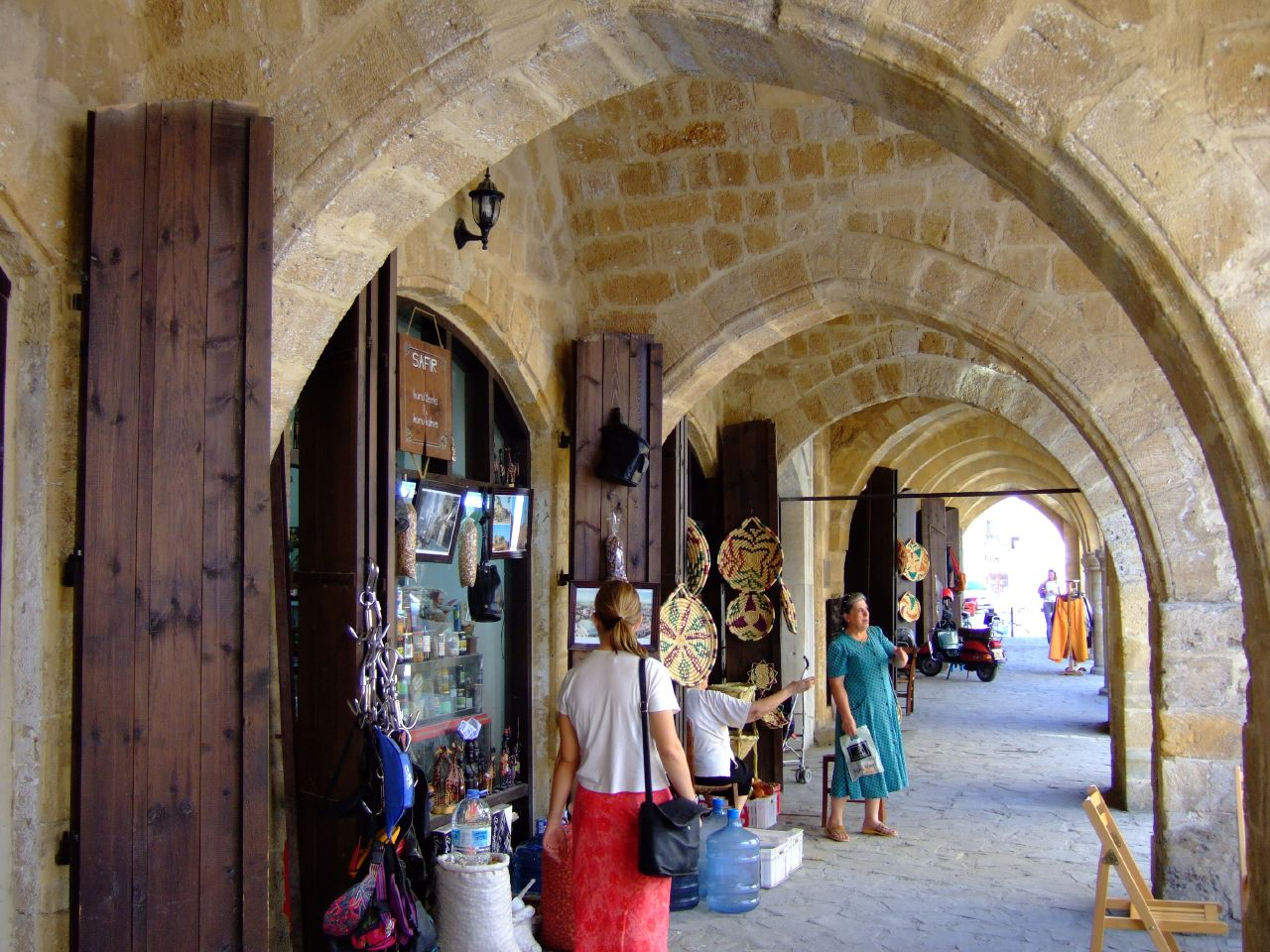
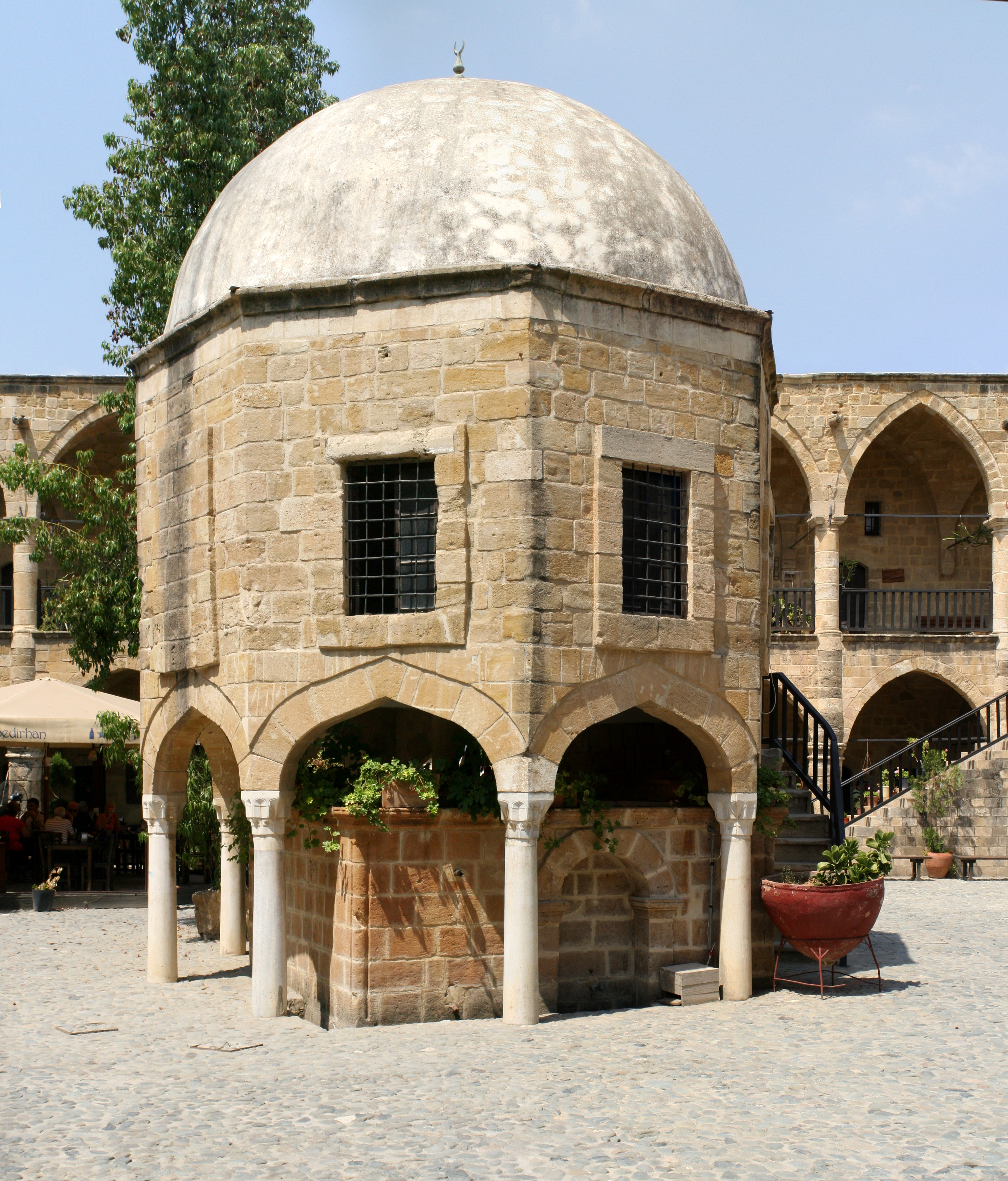